# 2012年夏季奥林匹克运动会中国拳击队
参加2012年伦敦夏季奥林匹克运动会的中国拳击队共计23人，其中运动员10人，官员与工作人员13人，领队常建平；本次奥运会中国获得10个拳击席位。其中邹市明等有望冲击奖牌。

## 人员构成
运动员（男性，6人）：鄒市明、刘强、麦麦提图尔孙-琼、孟繁龙、王玄玄、张志磊
（女性，3人）：董程、李金子、任灿灿
官员与管理人员（13人）

领队：常建平

教练员（9人）：张传良、杨晓强、江利 

医生：崔新东，管理：李频

## 项目与成绩
中國10位運動員參與6個的拳擊小項，當中有7位拳手曾晉身世界錦標賽。
- 次蠅量級：鄒市明
- 雛量級：穀雨
- 羽量級：李洋
- 輕量級：胡青
- 次沉量級：哈那提·斯拉木
- 沉量級：哈拉提
- 中量級：王建政
- 次重量級：張小平
- 重量級：米西提·玉山
- 超重量級：張志磊